# Orchesia
Orchesia es un género de coleópteros de la familia Tetratomidae.

## Especies
Este género está compuesto por las siguientes especies:
- Orchesia blandula Brancsik, 1874
- Orchesia duplicata Nikitsky, 1985
- Orchesia fasciata (Illiger, 1798)
- Orchesia grandicollis Rosenhauer, 1847
- Orchesia keili Roubal, 1933
- Orchesia lucida Peyerimhoff, 1917
- Orchesia maculata Mulsant & Godart, 1856
- Orchesia minor Walker, 1837
- Orchesia undulata Kraatz, 1853
- Orchesia alphabetica Lea, 1925
- Orchesia austrina Champion, 1895
- Orchesia biroi Pic, 1956
- Orchesia blandula Brancsik, 1874
- Orchesia brasiliensis Champion, 1916:3
- Orchesia bryophila Lea, 1920
- Orchesia calotricha Lea, 1920
- Orchesia castanea Melsheimer, 1846
- Orchesia cultriformis Laliberte, 1967
- Orchesia diversenotata Pic, 1933
- Orchesia elegantula Lewis, 1895
- Orchesia elongata Macleay, 1872
- Orchesia eucalypti Lea, 1920
- Orchesia fusiformis Solsky, 1871
- Orchesia gracilis Melsheimer, 1846
- Orchesia gravida Motschulsky, 1872
- Orchesia guatemalensis Champion, 1889
- Orchesia imitans Lewis, 1895
- Orchesia kamberskyi Reitter, 1888
- Orchesia keili Roubal, 1933
- Orchesia macleayi Lea, 1895
- Orchesia marseuli Lewis, 1895
- Orchesia medioflava Lea, 1920
- Orchesia micans (Panzer, 1794)
- Orchesia minima Lea, 1920
- Orchesia minuta Lea, 1908
- Orchesia multisignata Pic, 1953
- Orchesia obscuricolor Pic, 1954
- Orchesia ocularis Lewis, 1895
- Orchesia ornata Horn, 1888
- Orchesia ovata Laliberte, 1967
- Orchesia pallidior Pic, 1930
- Orchesia piceofasciata Pic, 1953
- Orchesia pictipennis Lea, 1920
- Orchesia rennelli Gressitt & Samuelson, 1964
- Orchesia wellingtoniana Lea, 1920
- Orchesia arnoldii Nikitsky, 1985
- Orchesia luteipalpis Mulsant & Guillebeau, 1857